# Karen Tweed

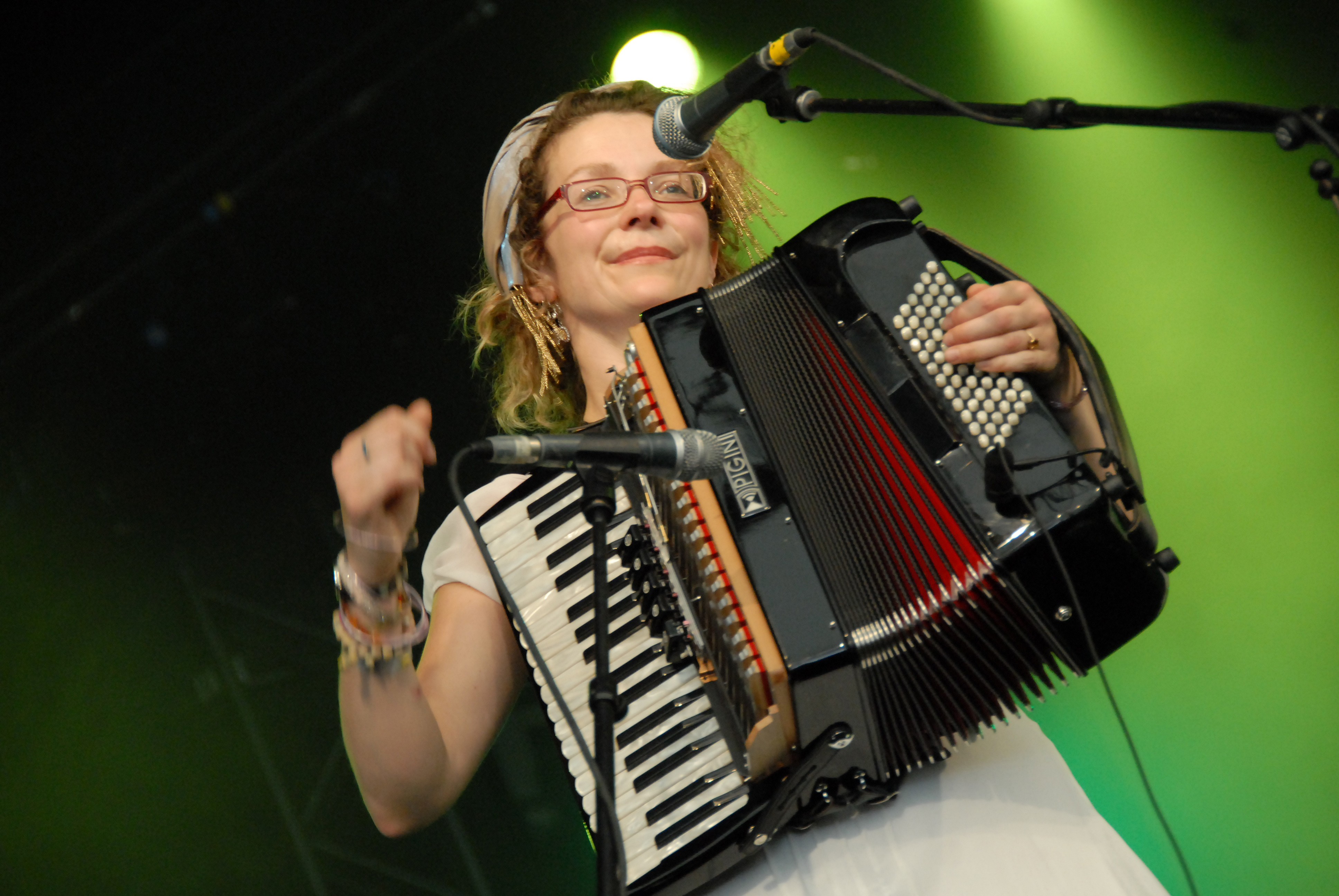
Karen Tweed

Karen Tweed (Londen, 1963) is een Brits musicus.
Zij begon klavieraccordeon te spelen op elfjarige leeftijd. Zij won de eerste van 5 All Ireland Championships in 1977 (op de piano-accordeon en Melodica).
In 1989, verliet zij haar baan als lerares aan de Art and Design-afdeling van de Bexhill High School, Sussex om een muzikale loopbaan te beginnen met The Poozies, The Kathryn Tickell Band en Sally Barker. Sindsdien speelde zij over de gehele wereld en gaf concerten in Hongkong, Nieuw-Zeeland, Australië, Egypte, Scandinavië,  Lesotho, Turkije, Japan, de Verenigde Staten en Canada.
Nu (in 2007) heeft zij meegewerkt aan dertig 30 cd's, en werkt als arrangeur, componist en lerares. Zij is hoofd-lerares piano-accordeon aan het World Music Centre, Universiteit van Limerick, Ierland en geeft ook regelmatig les aan de opleiding in folk muziek en traditionele muziek aan de Newcastle University en The Sage Gateshead.

## Geselecteerde discografie
- The Palm Of Your Hand - Roger Wilson (1987)
- Beating The Drum - Sally Barker & The Rhythm  (1992)
- Signs - The Kathryn Tickell Band (1993)
- Chantoozies - The Poozies (1993)
- Drops Of Springwater (1994)
- The Silver Spire (1994)
- Irish Choice Tune Book (1994)
- Compilation: Across The Water (1994)
- Courage, Love and Grace - Pete Morton (1995)
- Dansoozies - The Poozies (1995)
- Shhh - Ian Carr & Karen Tweed (1995)
- Fyace - Ian Carr & Karen Tweed (1997)
- SWÅP - Swåp (1997)
- New Directions In Old - Roger Wilson (1997)
- Come Raise Your Head - The Poozies (1998)
- Sic - Swåp (1999)
- Half As Happy As We - The Two Duos Quartet (1999)
- Infinite Blue - The Poozies (2000)
- Live på Halkaerkro: Compilation of live tracks - The Poozies, Swåp, Kathryn Tickell Band (2000)
- Coda - Roy Bailey (2000)
- Raise your head: A Retrospective - The Poozies (2001)
- May Monday - Karen Tweed & Timo Alakotila (2001)
- Mosquito Hunter - Swåp (2002)
- One Roof Under - Andy Cutting & Karen Tweed (2002)
- Faerd - Faerd (2003)
- Changed Days Same Roots - The Poozies (2003)
- Each Step on the Way - Tony Hilliard (2005)
- Du Da - Swåp (2005)
- Gastbud - Morten Alfred Hoirup and Harald Haaugaard (2005)
- 4K Plot - New Constellations For Wind, Sole and Drawing Instruments (2005)
- Undertoe - Walking Down Angell Road (2006)